# Associazione Calcio Carpi 1926-1927
Questa pagina raccoglie le informazioni riguardanti l'Associazione Calcio Carpi nelle competizioni ufficiali della stagione 1926-1927.

## Stagione
Nella stagione 1926-1927 il Carpi ha disputato il girone C del campionato di Prima Divisione Nord, piazzandosi in nona posizione con 11 punti. Guidato ancora in panchina dall'ingegnier Luca Mariani, i bianchi lottano per evitare la retrocessione. L'impresa si concretizza per un soffio, grazie al piccolo punticino di vantaggio sull'Anconitana, ultima, 11 i punti dei carpigiani, 10 quelli dei dorici. Promossa la Reggiana con 28 punti. Il campionato si è disputato in un contesto difficile, la quota novanta (novanta lire per una sterlina) lanciata da Mussolini nell'agosto del 1926, colpisce duramente anche a Carpi l'industria del truciolo, così anche il calcio cittadino soffre, e non trova mecenati in grado di garantire stabilità. La situazione molto difficile ha bloccato anche lo svolgimento della Coppa Italia, per mancanza di date utili, dove il Carpi è riuscito a superare i primi tre turni, e quindi era ancora in corsa.

## Rosa
| N. |                   | Ruolo | Calciatore        |
| -- | ----------------- | ----- | ----------------- |
|    | Italia (bandiera) | P     | Amilcare Sala     |
|    | Italia (bandiera) | P     | Castone Setti     |
|    | Italia (bandiera) | D     | Alberto Benassi   |
|    | Italia (bandiera) | D     | Kienar            |
|    | Italia (bandiera) | D     | Walter Guandalini |
|    | Italia (bandiera) | D     | Zorè Sabbadini    |
|    | Italia (bandiera) | D     | Giovanni Schiatti |
|    | Italia (bandiera) | C     | Zelindo Caliumi   |
|    | Italia (bandiera) | C     | Afro De Pietri    |

| N. |                   | Ruolo | Calciatore                |
| -- | ----------------- | ----- | ------------------------- |
|    | Italia (bandiera) | C     | Almo Morselli             |
|    | Italia (bandiera) | C     | Maino Sabbadini           |
|    | Italia (bandiera) | C     | Zurga Tirelli             |
|    | Italia (bandiera) | A     | Angiolino Camurri         |
|    | Italia (bandiera) | A     | Giovan Battista Focherini |
|    | Italia (bandiera) | A     | Vittorio Scacchetti       |
|    | Italia (bandiera) | A     | Sergio Micheli            |
|    | Italia (bandiera) | A     | Santachiara               |
|    | Italia (bandiera) | C     | Enzo Silingardi           |

## Risultati

### Prima Divisione

#### Girone di andata
| Arbitro: | De Pità (Roma) |

|                                                       |           |                |
| Nehadoma 21’ Cantini 24’ Nehadoma 30’ Frassoldati 41’ | Marcatori | 16’ Silingardi |

| Arbitro: | Migliarini (Roma) |

|                             |           |  |
| Monti 1’ Storchi 22’ (rig.) | Marcatori |  |

| Arbitro: | Carraro (Padova) |

|         |           |                 |
| Micheli | Marcatori | 84’ Mazzacurati |

| Arbitro: | Bonello (Venezia) |

|                                              |           |                |
| Camurri 23’ (rig.) Micheli 46’ Focherini 76’ | Marcatori | 86’ Baccilieri |

| Arbitro: | Rovida (Milano) |

|                                       |           |             |
| Bajardi 14’ Bezzecchi 16’ Moretti 50’ | Marcatori | 81’ Caliumi |

| Arbitro: | Ferro (Milano) |

|                |           |  |
| Cuttin 20’ 69’ | Marcatori |  |

| Arbitro: | Turra (Padova) |

|  |           |                                                        |
|  | Marcatori | 63’ Fazzi 69’ Del Debbio 80’ Bonino II 85’ Gambino 85’ |

| Arbitro: | Rossetti (Milano) |

|  |           |                 |
|  | Marcatori | 24’ (aut.) Sala |

| Arbitro: | Brighenti (Trento) |

|                                                        |           |  |
| Benvenuti 3’ Sgarbi 17’ A. Barbieri 62’ Romani 74’ 88’ | Marcatori |  |

#### Girone di ritorno
| Arbitro: | Ramponi (Milano) |

|                               |           |                     |
| Silingardi 4’ Micheli 32’ 86’ | Marcatori | 74’ (rig.) Nehadoma |

| Arbitro: | Guarnieri (Milano) |

|                                  |           |  |
| Santachiara 16’, 84’ Camurri 65’ | Marcatori |  |

| Arbitro: | Parodi (Genova) |

|                            |           |  |
| Favati 4’ (rig.), 79’, 85’ | Marcatori |  |

| Arbitro: | Galli (Bologna) |

|                           |           |  |
| Nichele 7’ Baccilieri 28’ | Marcatori |  |

| Arbitro: | Giorgi (Milano) |

|  |           |               |
|  | Marcatori | 41’ Bezzecchi |

| Arbitro: | Asei Conte (Vercelli) |

|                            |           |                                     |
| Silingardi 30’ Caliumi 80’ | Marcatori | 4’ Gelada 9’ Miliotti I 19’ Ferrais |

| Arbitro: | Galassi (Torino) |

|                      |           |                 |
| Sabbadini 40’ (aut.) | Marcatori | 48’ 80’ Caliumi |

| Parma 13 marzo 1927 17ª giornata | Parma                    | 0 – 0 | Carpi | Stadio Ennio Tardini\| Arbitro: \| Pinasco (Sestri Ponente) \| |
| Arbitro:                         | Pinasco (Sestri Ponente) |       |       |                                                                |

| Arbitro: | De Renzis (Genova) |

|                                |           |                          |
| Camurri 58’ (rig.) Micheli 72’ | Marcatori | 38’ Romani 48’ Benvenuti |

### Coppa Italia
| Arbitro: | Pagnin (Treviso) |

|                  |           |                              |
| Gasparinetti 68’ | Marcatori | 35’ De Pietri 87’ Silingardi |

| Arbitro: | Tedeschi (Bologna) |

|                                                |           |  |
| Silingardi 10’, 50’ Callumi 76’ S. Micheli 78’ | Marcatori |  |

| Arbitro: | Spaggiari (Parma) |

|                                                        |           |             |
| Silingardi 23’ Camurri 32’ S. Micheli 46’ Morselli 61’ | Marcatori | 75’ Bardini |

### Statistiche di squadra
| Competizione    | Punti | In casa | In casa | In casa | In casa | In casa | In casa | In trasferta | In trasferta | In trasferta | In trasferta | In trasferta | In trasferta | Totale | Totale | Totale | Totale | Totale | Totale | DR |
| Competizione    | Punti | G       | V       | N       | P       | Gf      | Gs      | G            | V            | N            | P            | Gf           | Gs           | G      | V      | N      | P      | Gf     | Gs     | DR |
| --------------- | ----- | ------- | ------- | ------- | ------- | ------- | ------- | ------------ | ------------ | ------------ | ------------ | ------------ | ------------ | ------ | ------ | ------ | ------ | ------ | ------ | -- |
| Prima Divisione | ..    | ..      | .       | .       | .       | ..      | ..      | ..           | .            | .            | .            | ..           | ..           | ..     | ..     | .      | .      | ..     | ..     | +  |
| Coppa Italia    | ..    | ..      | .       | .       | .       | ..      | ..      | ..           | .            | .            | .            | ..           | ..           | ..     | ..     | .      | .      | ..     | ..     | +  |
| Totale          | ..    | ..      | .       | .       | .       | ..      | ..      | ..           | .            | .            | .            | ..           | ..           | ..     | ..     | .      | .      | ..     | ..     | +  |

### Statistiche dei giocatori
| Giocatore | Prima Divisione | Prima Divisione | Coppa Italia | Coppa Italia | Totale   | Totale |
| Giocatore | Presenze        | Reti            | Presenze     | Reti         | Presenze | Reti   |
| --------- | --------------- | --------------- | ------------ | ------------ | -------- | ------ |
| . Cognome | 0               | 0               | 0            | 0            | 0        | 0      |
| . Cognome | 0               | 0               | 0            | 0            | 0        | 0      |
| . Cognome | 0               | 0               | 0            | 0            | 0        | 0      |